# 银白齿缘壳蛞蝓
银白齿缘壳蛞蝓（学名：Yokoyamaia argentata）为壳蛞蝓科齿缘壳蛞蝓属的动物。分布于日本以及中国大陆的山东、黄河口、长江口等地，属于温带性种类。其常见于潮下带浅水区到水深50米泥砂质底。